# Ethan Hawke
Ethan Green Hawke, född 6 november 1970 i Austin, Texas, är en amerikansk film- och teaterskådespelare, film- och teaterregissör, manusförfattare och skönlitterär författare.
Ethan Hawke filmdebuterade 1985 med science fiction-filmen Upptäckarna. Hans genombrott var en biroll i dramat Döda poeters sällskap som hade premiär 1989. Hawke uppmärksammades också 1994 för sin roll i Reality Bites, ett Generation X-drama. Påföljande år spelade han huvudrollen i det romantiska dramat Bara en natt.
För rollen som en polisrekryt i filmen Training Day (2001) nominerades han till priser av Screen Actors Guild och Oscarsakademien, båda i kategorin bästa manliga biroll. Hawke är också känd för att ha spelat huvudrollen i science fiction-filmen Gattaca (1997), Hamlet (2000), actionfilmen Attack mot polisstation 13 (2005) och kriminaldramat Before the Devil Knows You're Dead (2007).
På teatern har Hawke bland annat spelat i pjäserna Måsen, Henrik IV, Hurlyburly, Körsbärsträdgården och En vintersaga. Han nominerades till en Tony 2006 för rollen som den förrevolutionäre, ryske anarkisten Michail Bakunin i den amerikanska uppsättningen av Tom Stoppards pjästrilogi The Coast of Utopia. Ethan Hawke debuterade för övrigt som filmregissör 2002 med indie-filmen Chelsea Walls som byggde på en pjäs med samma namn skriven av Nicole Burdette, med Uma Thurman, Robert Sean Leonard och Kris Kristofferson i några av rollerna. Fem år senare regisserade han sin första pjäs för teatern, Jonathan Marc Shermans Things We Want.
Hawke har förutom att medverka i filmer och teaterpjäser även publicerat sex böcker. Hans debutroman The Hottest State (1996, på svenska Ett fönster i New York, 1999) filmatiserades 2006 med Hawke själv som regissör och manusförfattare och med Mark Webber i huvudrollen. Hans andra roman Ash Wednesday utkom 2002 och hans tredje A Bright Ray of Darkness 2021. Rules for a Knight (2015) är däremot inte en roman i traditionell mening utan mer en tankebok. Den är utformad som ett långt brev från en medeltida riddare. Med erfarenhet och vishet pekar denne ut olika mänskliga dygder eller förhållningssätt till livet för sina barn genom en rad parabler. Ethan Hawke har dessutom tillsammans med tecknaren Greg Ruth författat två  serieromaner, Indeh: A Story of the Apache Wars (2016) och Meadowlark: A Coming-of-Age Crime Story (2021). 
Åren 1998–2005 var Ethan Hawke gift med skådespelaren Uma Thurman och de har en dotter född 1998 och en son född 2002. Med nuvarande hustrun Ryan Shawhughes har han ytterligare två döttrar, födda 2008 och 2011.

## Biografi
Ethan Hawke föddes i Austin, Texas. Hans föräldrar, James Steven Hawke och Leslie Carole (född Green), arbetade som försäkringsaktuarie respektive inom välgörenhet. Han har släktband till Tennessee Williams: Cornelius Williams, Tennessees far, var Ethan Hawkes gammelfarfars bror. Föräldrarna studerade vid University of Texas at Austin när han föddes. De skildes när han var fem år. Efter separationen levde Hawke med sin mor. De flyttade flera gånger innan de bosatte sig i New York, där han utbildades vid Packer Collegiate Institute i området Brooklyn Heights. Mamman gifte om sig när Hawke var 10 år och familjen flyttade till New Jerseys West Windsor Township där han gick på West Windsor-Plainsboro High School South. Han bytte skola till Hun School of Princeton, ett internat, och tog examen därifrån 1988. I high school ville han bli författare men utvecklade också ett intresse för skådespeleri. Han debuterade när han var 14 år, i en skolpjäs av George Bernard Shaw; Saint Joan. På West Windsor medverkade han i pjäserna Meet Me in St. Louis och You Can't Take It with You. På Hun School studerade han drama vid en teater på campus. Efter examen 1988 fortsatte han att utbilda sig till skådespelare vid Carnegie Mellon University i Pittsburgh, men hoppade av när han fick en roll i filmen Döda poeters sällskap (1989). Han registrerade sig två gånger på New York University för att studera engelska, men slutade båda gångerna, återigen för att jobba som skådespelare.
Ethan Hawke gifte sig i maj 1998 med skådespelerskan Uma Thurman, som han mötte vid inspelningen av filmen Gattaca. Paret har två barn, dottern Maya Ray född 1998 och sonen Levon Roan född 2002. Hawke och Thurman separerade 2004 och skilde sig året därpå. Hawke gifte sig igen i juni 2008, med Ryan Shawhughes som tidigare arbetade som barnskötare hos honom och Thurman. Paret har två döttrar, Clementine Jane född 2008 och Indiana, född 2011. Hawke bor i området Chelsea på Manhattan i New York och äger en liten ö i Nova Scotia.

## Filmografi

### Tidiga roller
Ethan Hawke fick tillåtelse av sin mamma att gå på sin första provspelning när han var 14 år. Han fick sin första roll i filmen Upptäckarna (1985). Han spelade tillsammans med River Phoenix, i rollen som en skolpojke som är besatt av utomjordingar och som bygger en rymdfarkost tillsammans med sina vänner. Filmen fick positiva recensioner men genererade inga stora intäkter på biograferna, ett misslyckande som gjorde att Hawke inte ville spela fler roller under en period efter filmens premiär. Hawke sade senare att besvikelsen var stor att bära i en så ung ålder. "Jag skulle aldrig rekommendera ett barn att skådespela". Det dröjde till 1989 innan han spelade in en film igen; dramakomedin Dad i vilken han spelade rollen som Ted Dansons son. Samma år fick han sin genombrottsroll som den blyga studenten Todd Andersson i Döda poeters sällskap, där han spelade mot Robin Williams i rollen som en inspirerande engelsklärare. Filmen fick bra kritik. Tidskriften Variety skrev att Hawke gjorde en oförglömlig prestation. Döda poeters sällskap är Hawkes största kommersiella framgång hittills, med intäkter på 235 miljoner dollar världen över. Han sade senare att filmens framgångar var avgörande för hans beslut att fortsätta som skådespelare: 
| ” | Jag ville inte vara skådespelare och jag återvände till högskolan. Men sen var [filmens] succé så monumental att jag fick erbjudanden om att vara med i så intressanta filmer och vara på så intressanta platser att det verkade dumt att sträva efter någonting annat. | „ |

Ethan Hawkes första huvudroll var i filmen Varghunden (1991) som spelades in i Alaska. I denna filmatisering av Jack Londons roman med samma namn skildrade Hawke Jock Conroy, en guldgrävare i Yukon, Kanada, som blir vän med en varghund. Hawke medverkade efter det i krigsfilmen Första natten med tjejen (1992) och därefter 1993 i Alive, en filmatisering av Piers Paul Reads bok från 1974; Alive: The Story of the Andes Survivors.

### Kritikerrosade framgångar
I Generation X-dramat Reality Bites (1994) spelar Ethan Hawke Troy, en slöfock som hånar sitt kärleksobjekts ärelystnad (denna spelas av Winona Ryder). Han prisades igen av kritiker. Roger Ebert kallade hans prestation övertygande och värd att notera: "Hawkes träffar alla de rätta tonerna som den tölpaktiga Troy". The New York Times skrev: "Hawkes subtila och starka prestation klargör att Troy känner saker för djupt för att riskera misslyckande och erkänna att han känner någonting alls." Ändå var biljettförsäljningen en besvikelse. Hawke fick också bra kritik för sin insats i Richard Linklaters drama Bara en natt (1995). Filmen följer en ung amerikan och en ung fransyska (Julie Delpy) som möts på ett tåg, stiger av i Wien och tillbringar natten med att upptäcka staden och lära känna varandra. San Francisco Chronicle skrev att "[Hawke och Delpy] interagerar så varsamt och enkelt att du känner dig säker på att de hjälpte till att skriva dialogen. Var och en av dem verkar ha någonting personligt på spel i sina framföranden". Vid sidan av skådespelandet regisserade Hawke musikvideon för låten Stay (I Missed You) (1994) av sångerskan och låtskrivaren Lisa Loeb.
Hawkes rollfigur i Andrew Niccol's science fiction-film Gattaca (1997) infiltrerar ett samhälle med genetiskt perfekta människor genom att anta en annan mans identitet, för att förverkliga hans egna drömmar om att resa i rymden. Trots att Gattaca aldrig blev en kassasuccé så fick filmen i allmänhet bra recensioner och Hawkes framförande blev särskilt väl mottaget. Fort Worth Star-Telegrams kritiker skrev att "Hawke bygger på en sympatisk, men stingslig närvaro som har tjänat honom bra sedan dagarna då han var en barnskådespelare". 1998 medverkade Ethan Hawke i filmen Lysande utsikter, som är en filmatisering av Charles Dickens roman med samma namn (originaltitel Great Expectations). Samma år hade Hawke också en roll i Richard Linklaters The Newton Boys, som baseras på den sanna historien om "Newtongänget", en familj med bankrånare från staden Uvalde i Texas. Hawkes enda film 1999 var Snö faller på cederträden. Han spelade en reporter med namnet Ishmael Chambers som efter att ha sårats i andra världskriget kommer hem för att ta över familjens tidning efter att pappan har dött. Filmen, som baseras på David Gutersons roman med samma namn fick blandat mottagande och Entertainment Weekly skrev att "Hawke kryper ihop i en så hård knut att vi inte har någon idé om vem Ishmael är eller varför han gör som han gör".
År 2000 spelade Ethan Hawke Hamlet i filmen Hamlet som regisserades av Michael Almereyda. Filmen utspelas i New York i modern tid. Hawke tyckte det gjorde filmen mer "livskraftig och tillgänglig". Webbmagasinet Salons kritiker skrev: "Hawke är verkligen inte den största Hamlet i levande minne... men hans framträdande förstärker Hamlets plats som Shakespeares främsta rollfigur. På så vis står han sig bra i den långa rad av skådespelare som har spelat den rollen". Året därpå, 2001, medverkade Hawke i ytterligare två filmer av Linklater: Waking Life, en animerad film där han gör en enda scen, och det psykologiska dramat Tape, där han spelar en knarklangare. Hawke menade att Tape var hans första vuxna framträdande. Kritikern Roger Ebert kallade hans framträdande "ett mästerverk i fysiskt och verbalt skådespelande".

### Training Dayoch Oscar-nomineringar
Ethan Hawke fick beröm av kritikerna för sin roll i Training Day (2001). Han spelade polisrekryten Jake Hoyt som tillsammans med sin partner (Denzel Washington) i Los Angeles polisdistrikt är två narkotikadetektiver som tillbringar 24 timmar bland gängen i stadens södra delar, South Los Angeles. Filmen blev en kassasuccé med intäkter på 104 miljoner dollar. Den fick mestadels positiva recensioner. Hawke sa att Training Day var hans "bästa erfarenhet i Hollywood". För sitt framträdande nominerades han till utmärkelserna Screen Actors Guild Award och Oscars, båda i kategorin bästa manliga biroll.

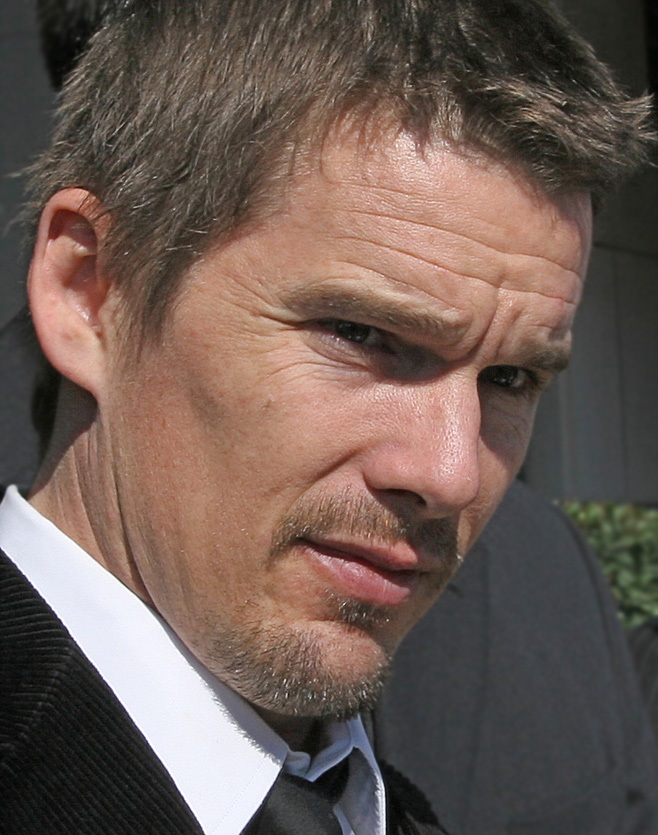
Hawke vid 2007 års Toronto International Film Festival.

År 2003 gästspelade Ethan Hawke i den andra säsongen av tv-serien Alias, som en mystisk CIA-agent. Följande år (2004) återvände han till filmen och spelade i två långfilmer: Taking Lives och Bara en dag. Taking Lives är en thriller baserad på Michael Pyes roman med samma namn. Hawke porträtterar där en man som kan identifiera en seriemördare som har antagit sina offers identiteter. Regissören D.J. Carusos beslut att tilldela Hawke rollen baserades på sårbarheten som denne visade i filmen Training Day; Caruso trodde att Hawke skulle kunna göra detsamma med den här rollfiguren. Filmen fick mestadels dålig kritik när den kom ut på biograferna. Trots filmens mottagande var kritikerna positiva till Hawkes prestation. Star Tribune anmärkte att Hawke "spelar en komplex rollfigur övertygande". Bara en dag var mer framgångsrik. Filmen, en uppföljare till Bara en natt, regisserades av Linklater och skrevs av denne tillsammans med Ethan Hawke och Julie Delpy. The Hartford Courant skrev att trojkan håller Hawkes och Delpys rollfigurer "regnbågsskimrande och fräscha" och kallade dem för det mest förtjusande och rörande av alla romantiska filmpar. Hawke sa att det är en av hans favoritfilmer och kallade den för en "romans för realister". Bara en dag nominerades 2004 till en Oscar i kategorin bästa manus efter förlaga; Hawkes första nominering som filmförfattare.
Ethan Hawke spelade 2005 huvudrollen i actionthrillern Attack mot polisstation 13, en fri ombearbetning av John Carpenters film från 1976 med en uppdaterad handling. Hawke spelar Sergeant Jake Roenick, en polisman i Detroit som har skrivbordstjänst i en nedsliten polisstation som ska läggas ner. Attack mot polisstation 13 fick hyggliga recensioner; vissa kritiker lovordade filmens hastigt mörka känsla, medan andra jämförde den ofördelaktigt med Carpenters original från 1976. Hawke hade också huvudrollen i Lord of War där han spelar en agent från Interpol som jagar en vapenhandlare, spelad av Nicolas Cage. År 2006 hade Hawke en biroll i filmen Fast Food Nation, en filmatisering av Linklater och Eric Schlosser av Schlossers bästsäljande bok Fast Food Nation: The Dark Side of the All-American Meal.

### Regiarbeten
Ethan Hawkes regidebut med Chelsea Walls (2002) var måttligt framgångsrik. Indie-filmen om fem konstnärer som bor i det kända Hotel Chelsea i New York fick blandad kritik vid premiären. Los Angeles Times menade att regidebuten "tog Nicolette Burdettes pjäs till filmduken med elegans och en perfekt blandning av drömmar och grus." The Boston Globe uppgav att hans regi är otydlig i Chelsea Walls. Filmen blev inte en succé, vare sig kommersiellt eller hos kritikerna.
Sin andra långfilm regisserade Ethan Hawke 2006, The Hottest State, baserad på hans egen roman från 1996. Filmen hade premiär på den 63:e Filmfestivalen i Venedig och visades därefter på biografer med ett ljumt mottagande. Han återkom som filmregissör 2014 med dokumentärfilmen Seymour: An Introduction, om den klassiske pianisten, kompositören och läraren Seymour Bernstein, född 1927. Hawke beskriver Bernstein som en konstnärlig mentor för honom själv.
Hösten 2018 hade hans dramafilm Blaze premiär, om singer-songwritern och countrymusikern Blaze Foley (1949-1989). Utöver regin och en liten roll som radiopratare svarar Hawke för manus tillsammans med sångarens livskamrat Sybil Rosen utifrån hennes memoar Living in the Woods in a Tree: Remembering Blaze. Richard Linklater, som regisserat Hawke i åtta filmer, har en biroll som skivbolagsdirektör i Blaze. Kris Kristofferson, som medverkade i Chelsea Walls, spelar Blaze Foleys far.

### Before the Devil Knows You're Deadoch framåt
I filmen Before the Devil Knows You're Dead (2007) spelade Hawke tillsammans med Philip Seymour Hoffman, Marisa Tomei och Albert Finney, i regi av Sidney Lumet. Hawkes rollfigur bestämmer sig för att råna sina föräldrars smyckesaffär, tillsammans med sin bror (Hoffman) vilket får katastrofala konsekvenser. Rolling Stone lovordade Hawkes framträdande och skrev att han "gräver djupt för att skapa en oförglömlig skildring av förlust". USA Today kallade filmen "högst underhållande" och skrev att Hawkes och Hoffmans framträdanden var utmärkta. What Doesn't Kill you (2008), i vilken Hawke spelade tillsammans med Mark Ruffalo, fick ett bra mottagande men spelades inte som det var tänkt på biograferna eftersom distributören gick i konkurs.
År 2009 medverkade Hawke i två filmer: New York, I Love You som består av tolv romantiska kortfilmer, och Staten Island som är ett kriminaldrama som väver samman tre berättelser. Hawke spelar en vampyrforskare i skräckfilmen Daybreakers (2010), som försöker rädda världen från utrotning. Filmen fick hyggliga recensioner och intäkterna uppgick till 51 miljoner dollar. Hawkes nästa roll var i filmen Brooklyn's Finest som hade premiär i mars 2010. Hans rollfigur är en narkotikapolis som utnyttjar sin position för att stjäla drogpengar. Mottagandet var mediokert, men Hawkes framträdande emottogs bättre. New York Daily News kom fram till att "Hawke - som fortsätter en utveckling mot ett starkare, mer intensivt skådespelande än vad någon kunde ha förutsett för 20 år sedan - driver filmen."
Ethan Hawke medverkade också i The Woman in the Fifth (2011). På TV har han spelat rollen Starbuck i miniserien Moby Dick, en nyinspelning av Herman Melvilles roman Moby Dick..

## Teater
Hawke har sagt att teater är hans "första kärlek", en plats där han är "fri att vara mer kreativ". I sin debut på Broadway 1992 spelade han pjäsförfattaren Konstantin Treplev i Anton Tjechovs Måsen. Påföljande år var han med och grundade (och konstnärlig ledare) av teaterbolaget Malaparte, på Manhattan, som fanns kvar till år 2000. Bortom New Yorks teaterscener medverkade han i Sam Shephards Buried Child 1995 och Tennessee Williams Camino Real 1999. Hawke återvände till Broadway i november 2003, för att spela i Henry IV, där han spelade Henry Percy, också kallad Harry Hotspur. Magasinet New York skrev: "Ethan Hawkes Hotspur... är en övertygande, ivrig skapelse". New York Times menade att Hawkes tolkning av Hotspur var "för nutida för somligas smak..." I april 2005 hade Hawke huvudrollen i återupplivandet av David Rabes mörka komedi Hurlyburly. En kritiker på New York Times lovordade Hawkes framträdande som den centrala rollfiguren Eddie, och berättade att "han fångar med obarmhärtig precision känslan av ett skarpt sinne som blir svagt". För sin prestation nominerades Hawke till en Lucille Lortel Award för "Outstanding Lead Actor". I november 2006 spelade Hawke den bärande rollen som Michail Bakunin i Tom Stoppards egen uppsättning av sin pjästrilogi The Coast of Utopia, en nio timmar lång produktion på Lincoln Center i New York. Framträdandet gav Ethan Hawkes en Tony-nominering för "Best Featured Actor in a Play".
I november 2007 regisserade Hawke Things We Want, en pjäs i två akter av Jonathan Marc Sherman, för teaterkompaniet The New Group som drivs av artister. Pjäsen kretsar kring fyra rollfigurer, varav tre är alkoholister. Varietys recensent skrev: "Eftersom Ethan Hawke gör bruk av scenrummet på ett självsäkert vis ger han sin begåvade ensemble möjlighet att låta materialet gå djupare in i det egna medvetandet. New York lovordade Hawkes "försiktiga regi", särskilt hans förmåga att "styra en talangfull rollbesättning bort från teatraliskt uppträdande".
Året därpå mottog Hawke Michael Mendelson Award för "Outstanding Commitment to the Theater." I sitt tacktal sa Hawke:
| ” | Jag vet inte varför de hedrar mig. Jag tror att det verkliga skälet att de hedrar mig är att hjälpa till att samla in pengar till teaterkompaniet. Närhelst ekonomin är dålig så är vad folk ger en av de första sakerna som försvinner, och sist på listan med saker som folk ger till är konsten för de känner att den inte är nödvändig. Jag förmodar att jag är här för att påminna folk om att konsten är essentiell för vår mentala hälsa som ett land". | „ |

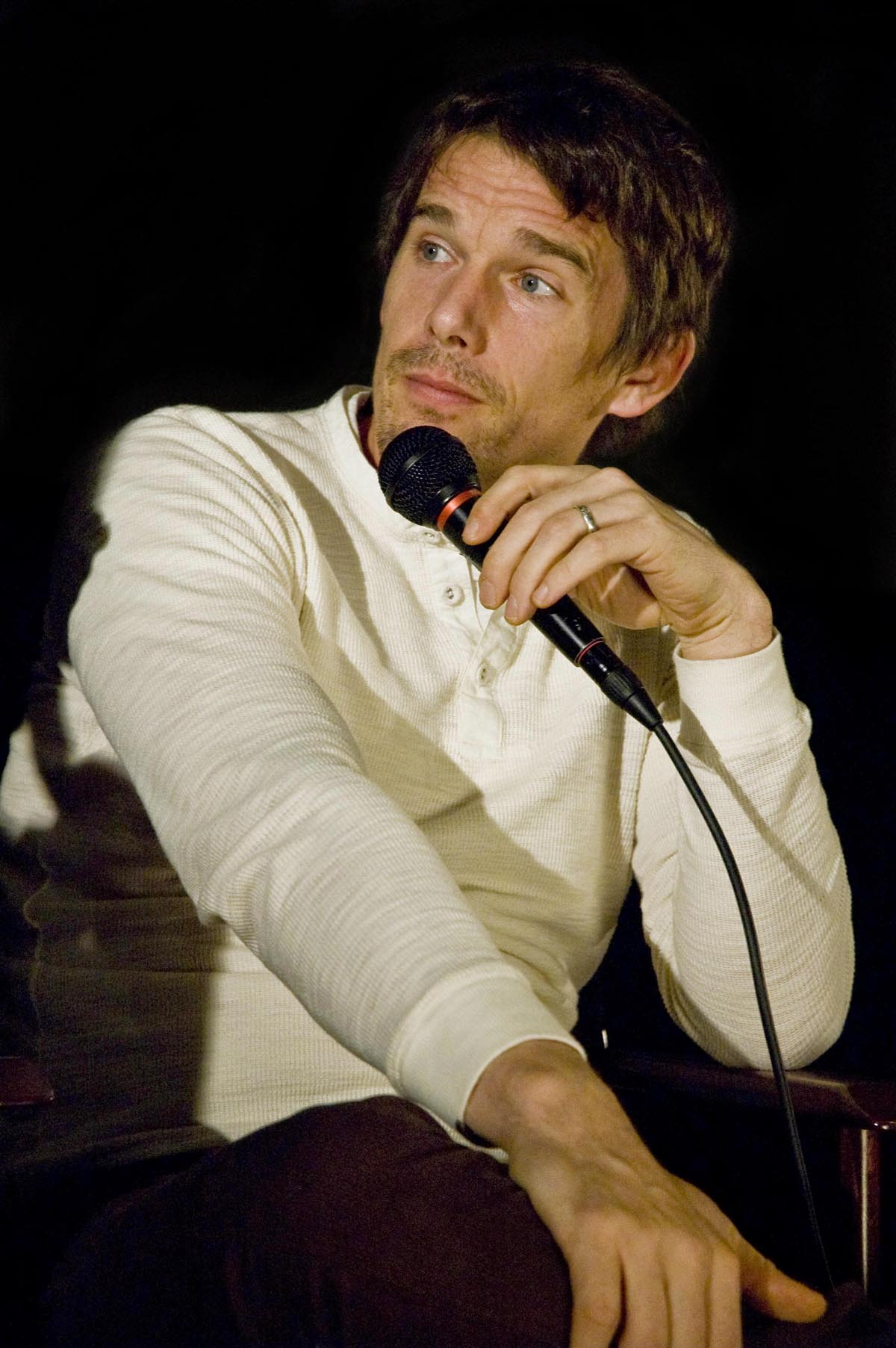
Hawke på en filmvisning av What Doesn't Kill You 2008.

År 2009 medverkade Hawke i två pjäser som regisserades av Sam Mendes: i rollen som Trofimov in Anton Tjechovs Körsbärsträdgården och som Autolycus i Shakespeares En vintersaga. Uppsättningen, som startade i New York, for på en transatlantisk turné till sex länder, från januari till augusti. Körsbärsträdgården fick en blandad recension av New York Daily News som skrev: "Ethan Hawke passar bilden av den lumpna studenten Trofimov, men man önskar att han inte ständigt talade med en groda i halsen". För sin roll En vintersaga nominerades Hawke till en Drama Desk Award för "Outstanding Featured Actor in a Play".
I januari 2010 regisserade Hawke sin andra pjäs; A Lie of the Mind av Sam Shephard, i New York. Det var första gången pjäsen sattes upp utanför Broadway sedan premiären 1985. Hawke sa att han drogs till pjäsens inställning till "verklighetens natur", och dess "konstiga sammanställning av humor och mystik". Entertainment Weekly kommenterade att även om A Lie of the Mind "vacklar mot slutet" har Hawkes "hjärtliga" nypremiär lyckats "återuppväcka originalets förtrollande känsla av obehag". Produktionen drog in fem Lucille Lortel Award nomineringar, inklusive "Outstanding Revival och gav Hawke en nominering för Drama Desk Award i kategorin "Outstanding Director of a Play".
Ethan Hawke hade huvudrollen i off-Broadway uppsättningen av Tommy Nohillys Blood from a Stone, från december 2010 till februari 2011. Pjäsen, om en havererad arbetarfamilj, blev inte en kritikersuccé men Hawkes tolkning av den centrala rollfiguren Travis fick positiv kritik: New York Times sa att han var "anmärkningsvärt bra på att kommunicera den begravda känsligheten under Travis fernissa av försiktig uppgivelse". En av New York Posts skribenter kallade det "Hawkes bästa framträdande på flera år". Ethan Hawke vann en Obie Award för sin roll i Blood from a Stone.

## Författare

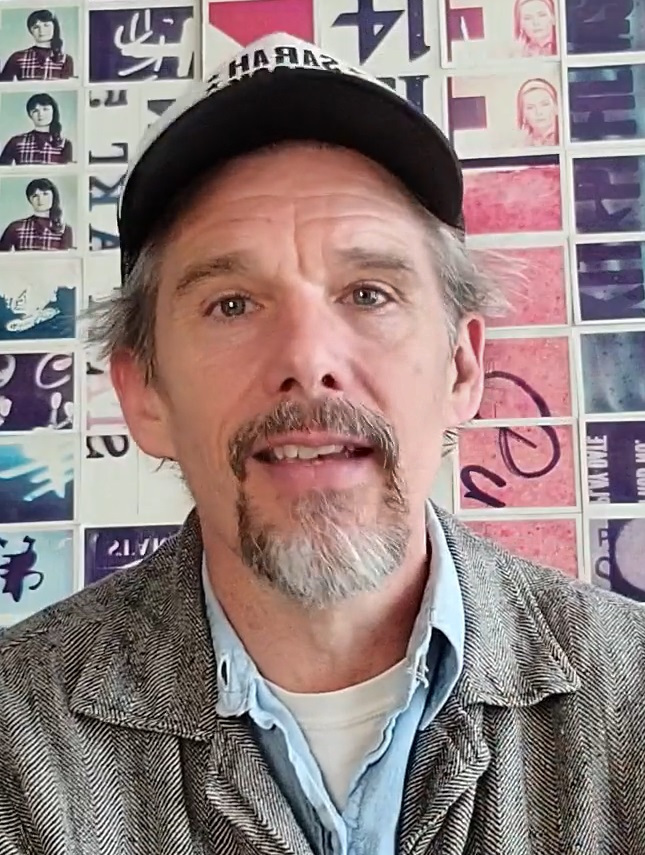
Ethan Hawke, 2022

Ethan Hawke står som medförfattare till filmerna Bara en dag (2004) och Before Midnight (2013), de båda uppföljarna till Bara en natt (1995), tillsammans med sin motspelare Julie Delpy och regissören Richard Linklater. I efterhand har han och Delpy ofta återkommit till att de också borde ha fått dela äran för det prisade manuset till den första filmen i denna trilogi.
1996 debuterade Ethan Hawke också som skönlitterär författare och har sedan dess publicerat ytterligare fem egna verk. Den första romanen, The Hottest State, handlar om en romans mellan en ung skådespelare och en sångare. Hawke beskrev sitt arbete:
| ” | Att skriva boken handlade om att hoppa av college, och om att vara skådespelare. Jag ville inte att hela livet skulle passera utan att jag gjorde annat än läste upp repliker. Jag ville försöka göra något annat. Det var definitivt det mest skrämmande jag någonsin har gjort... Och det var en av de bästa sakerna jag någonsin har gjort. | „ |

Boken fick ett blandat mottagande. Entertainment Weekly sa att "om Hawke är seriös... så skulle han tjäna på att ett tag jobba i mindre exponerade miljöer, kanske fokusera på kortare berättelser och skicka in dessa till mindre magasin". New York Times tyckte att Hawke gjorde "ett fint jobb med att visa hur det är att vara ung och full med förvirring", och drog slutsatsen att The Hottest State var, till slut, " en söt kärlekshistoria".
Ash Wednesday (2002), Hawkes andra roman, fick ett bättre mottagande och hamnade på New York Times bästsäljarlista för inbunden skönlitteratur. Boken handlar om en soldat som blir desertör och hans gravida flickvän. Guardian kallade den "skarpt och innerligt skriven... upplagd för en intensiv sträckläsning".
Hösten 2015 utkom Ethan Hawkes tredje bok, Rules for a Knight. En riddare, Sir Thomas Lemuel Hawke, oroar sig för att inte kunna återvända från slagfältet med livet i behåll och ger sin syn på livet i ett långt brev hem till sina barn. Rules for a Knight illustrerades av hustrun Ryan Hawke och tillsammans skänkte paret alla royalties för boken till organisationer som stöttar unga människor med inlärningssvårigheter.
I juni 2016 publicerades den grafiska romanen Indeh: A Story of the Apache Wars. Den är gjord tillsammans med tecknaren Greg Ruth och handlar om apacherhövdingen Geronimos krigföring mot USA under apachekrigen i början av 1870-talet.
2021 utkom två nya titlar, den grafiska romanen Meadowlark tillsammans med Greg Ruth och romanen A Bright Ray of Darkness.

### Källnoter
1. ↑  Schindehette, Susan (17 juni 2002). ”Mom on a Mission”. People. http://www.people.com/people/archive/article/0,,20137336,00.html. Läst 16 juli 2011.
2. 1 2  Solomon, Deborah (16 september 2007). ”Renaissance Man?”. The New York Times. http://www.nytimes.com/2007/09/16/magazine/16wwln-Q4-t.html. Läst 16 juli 2011.
3. 1 2 3  ”Ethan Hawke Biography”. Turner Classic Movies. http://www.tcm.turner.com/tcmdb/person/82997%7C0/Ethan-Hawke/. Läst 16 juli 2020.
4. 1 2  ”Hello Magazine Profile — Ethan Hawke”. Hello!. Hello Ltd. http://www.hellomagazine.com/profiles/ethan-hawke/. Läst 16 juli 2011.
5. 1 2  Brockes, Emma (8 december 2000). ”Ethan Hawke: I never wanted to be a movie star”. The Guardian (London). http://www.guardian.co.uk/film/2000/dec/08/culture.features1. Läst 16 juli 2011.
6. 1 2 3 4  Kennedy, Dana (14 april 2002). ”The Payoff for Ethan Hawke”. The New York Times:  s. 2. http://query.nytimes.com/gst/fullpage.html?res=9907EEDE113DF937A25757C0A9649C8B63&sec=&spon=&pagewanted=2. Läst 16 juli 2011.
7. ↑  Cheng, Kipp (15 maj 1998). ”Monitor”. Entertainment Weekly. Arkiverad från originalet den 21 oktober 2012. https://web.archive.org/web/20121021025450/http://www.ew.com/ew/article/0,,283132,00.html. Läst 16 juli 2011.
8. ↑  ”Halle and hubby separate; Uma 'holding up' after Ethan split; Will Smith parties in London”. San Francisco Chronicle. 2 oktober 2003. http://www.sfgate.com/cgi-bin/article.cgi?file=/gate/archive/2003/10/02/ddish.DTL. Läst 16 juli 2011.
9. ↑  Kopp, Carol (17 augusti 2007). ”Ethan Hawke's Ego Problem”. CBS News. http://www.cbsnews.com/stories/2007/08/17/entertainment/main3179540.shtml. Läst 16 juli 2011.
10. ↑  Fernandez, Alexia (6 augusti 2018). ”Ethan Hawke Admits His ‘Life Fell Apart’ After Split from Uma Thurman: I Was ‘Depressed’” (på engelska). PEOPLE.com. https://people.com/movies/ethan-hawke-his-life-fell-apart-after-uma-thurman-divorce/. Läst 9 november 2019.
11. ↑  Vozick-Levinson, Simon (18 juli 2008). ”Monitor”. Entertainment Weekly. Arkiverad från originalet den 8 december 2014. https://web.archive.org/web/20141208162559/http://www.ew.com/ew/article/0,,20213113,00.html. Läst 16 juli 2011.  ”Ethan Hawke, 37, and Ryan Shawhughes, 28, tied the knot in NYC in June. Shawhughes, who is expecting their first child, reportedly worked as a nanny for his two children with ex-wife Uma Thurman, 38.”
12. ↑  Barton, Laura (16 maj 2009). ”Desperately seeking Ethan”. The Guardian (London). http://www.guardian.co.uk/stage/2009/may/16/ethan-hawke-cherry-orchard-old-vic-mendes. Läst 16 juli 2011.
13. ↑  ”Ethan Hawke and wife welcome daughter Clementine”. Associated Press. Fox News. 23 juli 2008. http://www.foxnews.com/wires/2008Jul23/0,4670,PeopleEthanHawke,00.html. Läst 16 juli 2011.
14. ↑  ”Ethan Hawke Becomes Father for Fourth Time”. People. http://www.hollywoodreporter.com/news/ethan-hawke-becomes-father-fourth-220028. Läst 7 augusti 2011.
15. ↑  Grigoriadis, Vanessa (21 juni 2004). ”The Evolution of Ethan Hawke”. New York:  s. 2. http://nymag.com/nymetro/arts/features/9373/index1.html. Läst 16 juli 2011.
16. ↑  Grigoriadis, Vanessa (21 juni 2004). ”The Evolution of Ethan Hawke”. New York:  s. 1. http://nymag.com/nymetro/arts/features/9373/. Läst 16 juli 2011.
17. 1 2 3 4 5  Halpern, Dan (8 oktober 2005). ”Another sunrise”. The Guardian (London). http://www.guardian.co.uk/film/2005/oct/08/features.fiction. Läst 16 juli 2011.
18. ↑  Maslin, Janet (12 juli 1985). ”The Screen: 'Explorers'”. The New York Times. http://movies.nytimes.com/movie/review?res=9E00E2DB1738F931A25754C0A963948260. Läst 16 juli 2011.
19. ↑  ”Explorer Movie Reviews”. Rotten Tomatoes. 12 juli 1985. http://www.rottentomatoes.com/m/explorers/. Läst 16 juli 2011.
20. ↑  "It was a really big deal in my hometown, Mr. Hawke recalls. Then it came out and it was a bomb. I stopped acting after that. I would never recommend that a kid act."
21. ↑  ”Dead Poets Society (1989): Reviews”. Metacritic. 2 juni 1989. http://www.metacritic.com/movie/dead-poets-society/. Läst 16 juli 2011.
22. ↑  ”Dead Poets Society Review”. Variety. 1 januari 1989. http://www.variety.com/review/VE1117790298?refcatid=31. Läst 16 juli 2011.
23. 1 2 3 4  ”Ethan Hawke Movie Box Office Results”. Box Office Mojo. http://www.boxofficemojo.com/people/chart/?view=Actor&id=ethanhawke.htm. Läst 16 juli 2011.
24. ↑  "I didn't want to be an actor and I went back to college. But then the [film's] success was so monumental that I was getting offers to be in such interesting movies and be in such interesting places, and it seemed silly to pursue anything else."
25. ↑  Gleiberman, Owen (17 december 2007). ”Arkiverade kopian”. Entertainment Weekly. Arkiverad från originalet den 19 oktober 2012. https://web.archive.org/web/20121019112323/http://www.ew.com/ew/article/0,,20166788,00.html. Läst 16 juli 2011.
26. ↑  Ebert, Roger (1 maj 1992). ”A Midnight Clear”. Chicago Sun-Times. https://www.rogerebert.com/reviews/a-midnight-clear-1992. Läst 16 juli 2020.
27. ↑  Gleiberman, Owen (15 januari 1993). ”Arkiverade kopian”. Entertainment Weekly. Arkiverad från originalet den 19 oktober 2012. https://web.archive.org/web/20121019112329/http://www.ew.com/ew/article/0,,305303,00.html. Läst 16 juli 2011.
28. ↑  Ebert, Roger (18 februari 1994). ”Reality Bites”. Chicago Sun-Times. https://www.rogerebert.com/reviews/reality-bites-1994. Läst 16 juli 2020.  ”Hawke captures all the right notes as the boorish Troy.”
29. ↑  James, Caryn (18 februari 1994). ”Coming of Age in Snippets: Life as a Twentysomething”. The New York Times. http://movies.nytimes.com/movie/review?res=950DE1DC143BF93BA25751C0A962958260. Läst 16 juli 2011.  ”Mr. Hawke's subtle and strong performance makes it clear that Troy feels things too deeply to risk failure and admit he's feeling anything at all.”
30. ↑  LaSalle, Mick (27 januari 1995). ”An Extraordinary Day Dawns 'Before Sunrise'”. San Francisco Chronicle. http://www.sfgate.com/cgi-bin/article.cgi?f=/c/a/1995/01/27/DD52018.DTL. Läst 16 juli 2011.
31. ↑  Shulgasser, Barbara (27 januari 1995). ”Modern "Roman Holiday' alive and well in Vienna”. San Francisco Chronicle. http://www.sfgate.com/cgi-bin/article.cgi?f=/e/a/1995/01/27/WEEKEND15835.dtl. Läst 16 juli 2011.  ”[they] interact so gently and simply that you feel certain that they helped write the dialogue. Each of them seems to have something personal at stake in their performances.”
32. ↑  Ahmed, Insanul (2 juni 2011). ”15 Actors Who Have Directed Music Videos”. Complex.com. http://www.complex.com/music/2011/06/actors-who-directed-music-videos/ethan-hawke. Läst 15 november 2011.
33. ↑  ”Gattaca (1997): Reviews”. Metacritic. 24 oktober 1997. http://www.metacritic.com/movie/gattaca. Läst 16 juli 2011.
34. ↑  Price, Michael H. (24 oktober 1997). ”Gattaca Well-conceived sci-fi”. Fort Worth Star-Telegram. Läst 15 november 2011.  ”Hawke, building on the sympathetic-but-edgy presence that has served him well since his kid-actor days, is most impressive.”
35. ↑  Tatara, Paul (6 februari 1998). ”Arkiverade kopian”. CNN. Arkiverad från originalet den 2 oktober 2011. https://web.archive.org/web/20111002005551/http://edition.cnn.com/SHOWBIZ/9802/06/great.expectations/. Läst 16 juli 2011.
36. ↑  Miller, Laura (27 mars 1998). ”The Newton Boys”. Salon.com. Arkiverad från originalet den 1 februari 2011. https://web.archive.org/web/20110201052354/http://www.salon.com/entertainment/movies/1998/03/27newton.html. Läst 16 juli 2011.
37. ↑  Clinton, Paul (7 januari 2000). ”Review: 'Snow Falling on Cedars' a visual feast”. CNN. http://edition.cnn.com/2000/SHOWBIZ/Movies/01/07/review.snowfalling/. Läst 16 juli 2011.
38. ↑  Schwarzbaum, Lisa (7 januari 2000). ”Snow Falling on Cedars — Movie Review”. Entertainment Weekly. Arkiverad från originalet den 8 december 2014. https://web.archive.org/web/20141208153321/http://www.ew.com/ew/article/0,,275053,00.html. Läst 16 juli 2011.  ”Hawke scrunches himself into such a dark knot that we have no idea who Ishmael is or why he acts as he does.”
39. ↑  Howe, Desson (19 maj 2000). ”'Hamlet': A Melancholy Dude”. The Washington Post. http://www.washingtonpost.com/wp-srv/entertainment/movies/reviews/hamlethowe.htm. Läst 16 juli 2011.
40. ↑  Dominguez, Robert (11 maj 2000). ”A Renaissance Man tackles Shakespeare 'Hamlet's' Ethan Hawke has more on his mind than movie stardom”. Daily News (New York). Arkiverad från originalet den 11 maj 2009. https://web.archive.org/web/20090511044134/http://www.nydailynews.com/archives/entertainment/2000/05/11/2000-05-11_a_renaissance_man_tackles_sh.html. Läst 16 juli 2011.  ”Updating "Hamlet," adds Hawke, "was a way of making the play accessible and vital, so you're not watching a bunch of Brits running around in tights."”
41. ↑  Zacharek, Stephanie (12 maj 2000). ”Hamlet”. Salon.com. Arkiverad från originalet den 8 februari 2011. https://web.archive.org/web/20110208013857/http://www.salon.com/entertainment/movies/review/2000/05/12/hamlet/index.html. Läst 16 juli 2011.  ”"Hawke certainly isn't the greatest Hamlet of living memory ... but his performance reinforces Hamlet's place as Shakespeare's greatest character. And in that sense, he more than holds his own in the long line of actors who've played the part."”
42. ↑  Macnab, Geoffrey (19 april 2002). ”Richard Linklater: Life, death, love, whatever”. The Independent (London). Arkiverad från originalet den 2 juni 2009. https://web.archive.org/web/20090602123537/http://www.independent.co.uk/arts-entertainment/films/features/richard-linklater-life-death-love-whatever-657677.html. Läst 16 juli 2011.
43. ↑  Denby, David (12 november 2001). ”Tape”. The New Yorker. http://www.newyorker.com/arts/reviews/film/tape_linklater. Läst 17 juli 2011.
44. ↑  Hendricks, Brian (14 augusti 2009). ”Ethan Hawke”. Hobo Magazine (11). http://www.hobomagazine.com/?q=node/235&page=0%2C2. Läst 16 juli 2011.
45. ↑  Ebert, Roger (16 november 2001). ”Tape”. Chicago Sun-Times. https://www.rogerebert.com/reviews/tape-2001. Läst 16 juli 2020.
46. ↑  ”Training Day (2001): Reviews”. Metacritic. 5 oktober 2001. http://www.metacritic.com/movie/training-day/. Läst 16 juli 2011.
47. ↑  ”SAG awards nominations in full”. BBC News Online. 29 januari 2002. http://news.bbc.co.uk/2/hi/entertainment/1789381.stm. Läst 16 juli 2011.
48. ↑  Brook, Tom (21 mars 2002). ”Ethan Hawke's Oscar surprise”. BBC News Online. http://news.bbc.co.uk/2/hi/in_depth/entertainment/2002/oscars_2002/1882301.stm. Läst 16 juli 2011.
49. ↑  Hiatt, Brian (26 november 2002). ”Hawke Eye”. Entertainment Weekly. Arkiverad från originalet den 16 januari 2014. https://web.archive.org/web/20140116071930/http://www.ew.com/ew/article/0,,394193,00.html. Läst 16 juli 2011.
50. ↑  Deahl, Rachel (18 mars 2004). ”Let’s twist again”. Fast Forward Weekly. Arkiverad från originalet den 24 augusti 2012. https://web.archive.org/web/20120824012616/http://www.ffwdweekly.com/Issues/2004/0318/film7.htm. Läst 16 juli 2011.
51. ↑  ”Taking Lives (2004): Reviews”. Metacritic. 19 mars 2004. http://www.metacritic.com/movie/taking-lives. Läst 16 juli 2011.
52. ↑  Loder, Kurt (2 juli 2004). ”Arkiverade kopian”. MTV News. Arkiverad från originalet den 17 december 2004. https://web.archive.org/web/20041217053458/http://www.mtv.com/news/articles/1489194/20040702/story.jhtml. Läst 16 juli 2011.
53. ↑  Wilmington, Michael (1 juli 2004). ”Movie review: 'Before Sunset'”. The Hartford Courant. Arkiverad från originalet den 11 juni 2011. https://web.archive.org/web/20110611212229/http://www.courant.com/topic/mmx-040628-movies-review-mw-beforesunset,0,842049.story. Läst 16 juli 2011.
54. ↑  Adler, Shawn (5 juli 2007). ”Ethan Hawke Laments Lost 'Before Sunset' Threequel”. MTV News. Arkiverad från originalet den 4 oktober 2012. https://web.archive.org/web/20121004181830/http://moviesblog.mtv.com/2007/07/05/ethan-hawke-laments-lost-before-sunset-threequel/. Läst 16 juli 2011.
55. ↑  Marshall, Lee (19 juli 2004). ”Love that goes with the flow”. The Daily Telegraph (London). http://www.telegraph.co.uk/culture/film/3620967/Love-that-goes-with-the-flow.html. Läst 16 juli 2011.
56. ↑  Leopold, Todd (25 januari 2005). ”'Aviator' leads Oscar nominations”. CNN. http://edition.cnn.com/2005/SHOWBIZ/Movies/01/25/oscar.nominations/. Läst 16 juli 2011.
57. ↑  Scott, A.O. (19 januari 2005). ”O.K., Guys, Just What Side of the Law Are You On?”. The New York Times. http://movies.nytimes.com/2005/01/19/movies/19assa.html. Läst 16 juli 2011.
58. ↑  ”Assault on Precinct 13 (2005): Reviews”. Metacritic. 19 januari 2005. http://www.metacritic.com/movie/assault-on-precinct-13. Läst 16 juli 2011.
59. ↑  Jacobs, Andy (13 oktober 2005). ”Lord of War”. BBC Online. http://www.bbc.co.uk/films/2005/10/03/lord_of_war_2005_review.shtml. Läst 16 juli 2011.
60. ↑  Hall, Sandra (25 oktober 2006). ”Fast Food Nation”. The Sydney Morning Herald:  s. 2. http://www.smh.com.au/news/film-reviews/fast-food-nation/2006/10/25/1161749185501.html?page=2. Läst 16 juli 2011.
61. ↑  Diones, Bruce (6 maj 2002). ”The Film File: Chelsea Walls”. The New Yorker. http://www.newyorker.com/arts/reviews/film/chelsea_walls_hawke. Läst 16 juli 2011.
62. ↑  Thomas, Kevin (19 april 2002). ”'Chelsea Walls'”. Los Angeles Times. Arkiverad från originalet den 3 juli 2010. https://www.webcitation.org/5qx6DfL11?url=http://www.calendarlive.com/movies/reviews/cl-movie000027790apr19,0,5196841.story. Läst 16 juli 2011.  ”"...has brought Nicolette Burdette's play to the screen with fluid grace and a perfect blend of dreaminess and grit".”
63. ↑  Meister, Erin (24 maj 2002). ”Chelsea Walls Movie Review”. The Boston Globe. http://www.boston.com/movies/display?display=movie&id=1381. Läst 16 juli 2011.
64. ↑  ”Chelsea Walls”. Rotten Tomatoes. 19 april 2002. http://www.rottentomatoes.com/m/chelsea_walls/. Läst 16 juli 2011.
65. ↑  Baumgarten, Marjorie (21 september 2007). ”The Hottest State”. The Austin Chronicle. http://www.austinchronicle.com/calendar/film/2007-09-21/536481/. Läst 16 juli 2011.
66. ↑  ”Venice preview”. Time Out. 30 augusti 2006. Arkiverad från originalet den 17 oktober 2012. https://web.archive.org/web/20121017002821/http://www.timeout.com/film/news/1369/. Läst 17 juli 2011.
67. ↑  ”Hottest State, The (2007): Reviews”. Metacritic. 24 augusti 2007. http://www.metacritic.com/movie/the-hottest-state. Läst 17 juli 2011.
68. ↑  ”Ethan Hawke on Mentorship, Artistic Identity and Directing 'Seymour: An Introduction'”. The Takeaway. 10 mars 2015. http://thetakeaway.org/story/ethan-hawke-mentorship-artistic-identity-and-directing-seymour-introduction/. Läst 12 mars 2015.
69. ↑  McCarthy, Ellen (2 november 2007). ”Ethan Hawke's Deal With the 'Devil'”. The Washington Post. http://www.washingtonpost.com/wp-dyn/content/article/2007/11/01/AR2007110100750_pf.html. Läst 17 juli 2011.
70. ↑  Travers, Peter (10 mars 2011). ”Before the Devil Knows You're Dead”. Rolling Stone. http://www.rollingstone.com/movies/reviews/before-the-devil-knows-youre-dead-20071018. Läst 17 juli 2011.  ”Rolling Stone praised Hawke's performance, noting that he 'digs deep to create a haunting portrayal of loss'”
71. ↑  Puig, Claudia (1 november 2007). ”'Before the Devil Knows You're Dead' is darkly real”. USA Today. http://www.usatoday.com/life/movies/reviews/2007-11-01-devil_N.htm. Läst 17 juli 2011.
72. ↑  Rapold, Nicolas (9 december 2008). ”What Doesn't Kill You”. The Village Voice. Arkiverad från originalet den 17 januari 2015. https://web.archive.org/web/20150117234909/http://www.villagevoice.com/2008-12-10/film/what-doesn-t-kill-you/. Läst 17 juli 2011.
73. ↑  ”What Doesn't Kill You (2008): Reviews”. Metacritic. 12 december 2008. http://www.metacritic.com/movie/what-doesnt-kill-you. Läst 17 juli 2011.
74. ↑  Fleming, Michael (12 december 2008). ”Bob Yari crashes into Chapter 11”. Variety. http://www.variety.com/article/VR1117997332?refCatId=13. Läst 17 juli 2011.
75. ↑  ”LaBeouf, Bloom, Christie in 'Love You”. Entertainment Weekly. 10 april 2008. Arkiverad från originalet den 8 december 2014. https://web.archive.org/web/20141208022637/http://www.ew.com/ew/article/0,,20190317,00.html. Läst 17 juli 2011.
76. ↑  ”Ethan Hawke's Gold Coast shoot”. The Courier-Mail. 12 juli 2007. http://www.couriermail.com.au/news/ethan-hawkes-gold-coast-shoot/story-e6freq7x-1111113943163. Läst 17 juli 2011.
77. ↑  Moore, Roger (4 januari 2010). ”Ethan Hawke dons fangs for Daybreakers”. Orlando Sentinel. Arkiverad från originalet den 8 november 2011. https://web.archive.org/web/20111108043029/http://blogs.orlandosentinel.com/entertainment_movies_blog/2010/01/ethan-hawke-dons-fangs-for-daybreakers.html. Läst 17 juli 2011.
78. ↑  ”Daybreakers (2010): Reviews”. Metacritic. 8 januari 2010. http://www.metacritic.com/movie/daybreakers. Läst 17 juli 2011.
79. ↑  O'Hehir, Andrew (18 januari 2009). ”Your Sundance gigolo report”. Salon.com. Arkiverad från originalet den 5 februari 2011. https://web.archive.org/web/20110205083733/http://www.salon.com/entertainment/movies/beyond_the_multiplex/feature/2009/01/18/sundance_2. Läst 17 juli 2011.
80. ↑  ”Brooklyn's Finest (2010): Reviews”. Metacritic. 9 mars 2010. http://www.metacritic.com/movie/brooklyns-finest. Läst 17 juli 2011.
81. ↑  Neumaier, Joe (5 mars 2010). ”Brooklyn's Finest' star Ethan Hawke perfectly conveys constant threat of job with New York police”. Daily News (New York). http://www.nydailynews.com/entertainment/movies/2010/03/05/2010-03-05_brooklyns_finest_star_ethan_hawke_perfectly_conveys_constant_threat_of_job_with_.html. Läst 17 juli 2011.  ”Hawke – continuing an evolution toward stronger, more intense acting than anyone might've predicted from him 20 years ago – drives the movie.”
82. ↑  Preston, John (10 juni 2010). ”Ethan Hawke Interview”. The Daily Telegraph (London). http://www.telegraph.co.uk/culture/film/7801192/Ethan-Hawke-interview.html. Läst 17 juli 2011.
83. ↑  Meza, Ed (10 september 2009). ”TMG's 'Moby' hooks Hurt, Hawke”. Variety. http://www.variety.com/article/VR1118008402?refCatId=2431. Läst 17 juli 2011.
84. ↑  Kirschling, Gregory (24 augusti 2007). ”Spotlight on Ethan Hawke”. Entertainment Weekly. Arkiverad från originalet den 24 maj 2012. https://archive.vn/20120524212715/http://www.ew.com/ew/article/0,,20053070,00.html. Läst 17 juli 2011.
85. ↑  Villarreal, Yvonne (7 januari 2010). ”Ethan Hawke is always in development”. Los Angeles Times. Arkiverad från originalet den 15 juli 2012. https://web.archive.org/web/20120715041554/http://articles.latimes.com/2010/jan/07/entertainment/la-et-hawke7-2010jan07/2. Läst 17 juli 2011.
86. ↑  Rich, Frank (30 november 1992). ”Review/Theater: The Seagull; A Vain Little World Of Art and Artists, Painted by Chekhov”. The New York Times:  s. 1. http://query.nytimes.com/gst/fullpage.html?res=9E0CE5DD133BF933A05752C1A964958260&sec=&spon=&pagewanted=1. Läst 17 juli 2011.
87. ↑  Landman, Beth (15 maj 2000). ”Babies Lower Boom on Theater Group”. New York. http://nymag.com/nymetro/news/people/columns/intelligencer/3111/. Läst 17 juli 2011.
88. ↑  ”History: Buried Child (September 20, 1995 – November 5, 1995)”. Steppenwolf Theater Company Official Website. Arkiverad från originalet den 27 september 2011. https://web.archive.org/web/20110927154236/http://www.steppenwolf.org/ensemble/history/productions/index.aspx?id=138. Läst 17 juli 2011.
89. ↑  Simon, John (24 november 2003). ”Star Turns”. New York. http://nymag.com/nymetro/arts/theater/reviews/n_9543/. Läst 17 juli 2011.
90. ↑  "Ethan Hawke’s Hotspur ... is a compelling, ardent creation."
91. ↑  Brantley, Ben (21 november 2003). ”Theater Review; Falstaff and Hal, With War Afoot”. The New York Times:  s. 2. http://query.nytimes.com/gst/fullpage.html?res=9C01EEDA143BF932A15752C1A9659C8B63&sec=&spon=&pagewanted=2. Läst 17 juli 2011.  ”Mr. Hawke's hyped-up dude of a Hotspur, Hal's arch rival, may be too contemporary for some tastes. It's hard to credit him as the embodiment of an older order of chivalry. But he's great fun to watch as he fumes and fulminates.”
92. ↑  ”Lucille Lortel Awards, Off-Broadway Awards – 2005 Nominations by Category”. Lucille Lortel Awards Official Website. Arkiverad från originalet den 8 september 2012. https://web.archive.org/web/20120908025908/http://www.lortel.org/LLF_awards/index.cfm?page=previous2005. Läst 17 juli 2011.
93. ↑  McCarter, Jeremy (31 december 2006). ”Fabergé Acting”. New York. http://nymag.com/arts/theater/reviews/26010/. Läst 17 juli 2011.
94. ↑  Glitz, Michael (19 augusti 2007). ”'State' of mind”. Daily News (New York):  s. 1. http://www.nydailynews.com/entertainment/movies/2007/08/19/2007-08-19_state_of_mind.html. Läst 17 juli 2011.
95. ↑  Reagan, Gillian (19 oktober 2007). ”Ethan Hawke to Direct Things We Want”. The New York Observer. Arkiverad från originalet den 16 juni 2011. https://web.archive.org/web/20110616084924/http://www.observer.com/2007/ethan-hawke-direct-things-we-want. Läst 17 juli 2011.
96. ↑  Simonson, Robert (14 oktober 2007). ”Another Drink? Instead, Another Chance”. The New York Times. http://www.nytimes.com/2007/10/14/theater/14simo.html. Läst 17 juli 2011.
97. ↑  Rooney, David (7 november 2007). ”Theater Review: Things We Want”. Variety. http://www.variety.com/review/VE1117935350?refcatid=33. Läst 17 juli 2011.  ”While Ethan Hawke uses the space confidently, he allows his talented cast to push mannered material further into self-consciousness”
98. ↑  McCarter, Jeremy (16 november 2007). ”We’ve Seen the Lights Go Out on Broadway”. New York. http://nymag.com/arts/theater/reviews/40973/. Läst 17 juli 2011.  ”"...praised Hawke's "understated direction", particularly his ability to "steer a gifted cast away from the histrionics".”
99. ↑  Aleksander, Irina (11 november 2008). ”At Fête for Ethan Hawke, Actors Justin Long and Billy Crudup Recall What It's Like to Be Laid Off”. The New York Observer. Arkiverad från originalet den 14 april 2009. https://web.archive.org/web/20090414044913/http://www.observer.com/2008/o2/fete-ethan-hawke-actors-justin-long-billy-crudup-recall-laid-off. Läst 17 juli 2011.  ”"I don't know why they're honoring me. I think the real reason they are honoring me is to help raise money for the theater company. Whenever the economy gets hit hard, one of the first thing to go is people's giving, and last on that list of things people give to is the arts because they feel it's not essential. I guess I'm here to remind people that the arts are essential to our mental health as a country."”
100. ↑  Rooney, David (23 februari 2009). ”The Winter's Tale”. Variety. http://www.variety.com/review/VE1117939740?refcatid=33. Läst 17 juli 2011.
101. ↑  Simon, John (24 februari 2009). ”Ethan Hawke, Slinging Guitar, Sparks Bard’s ‘Tale’: John Simon”. Bloomberg. Arkiverad från originalet den 29 juni 2011. https://web.archive.org/web/20110629022930/http://www.bloomberg.com/apps/news?pid=newsarchive&sid=aqnNIHN0UXk4. Läst 17 juli 2011.
102. ↑  Hodson, Heather (8 maj 2009). ”Sam Mendes and Kevin Spacey: The Bridge Project”. The Daily Telegraph (London). http://www.telegraph.co.uk/culture/theatre/theatre-features/5296859/Sam-Mendes-and-Kevin-Spacey-The-Bridge-Project.html. Läst 17 juli 2011.
103. ↑  Dziemianowicz, Joe (16 januari 2009). ”'Cherry Orchard' blossoms at BAM”. Daily News (New York). http://www.nydailynews.com/entertainment/arts/2009/01/16/2009-01-16_cherry_orchard_blossoms_at_bam.html. Läst 17 juli 2011.  ”Ethan Hawke, in bedhead hair and rumpled clothes, fits the image of the "mangy" student Trofimov, but one wishes he didn't speak with a perennial frog in his throat.”
104. ↑  ”As usual, non-Broadway shows get stomped at the Drama Desk Awards”. Los Angeles Times. 17 maj 2009. Arkiverad från originalet den 21 maj 2009. https://web.archive.org/web/20090521072150/http://goldderby.latimes.com/awards_goldderby/2009/05/drama-desk-awards-winners-news-839157264-article.html. Läst 17 juli 2011.
105. ↑  Sternbergh, Adam (31 januari 2010). ”The Ethan Hawke Actors Studio”. New York:  s. 1. http://nymag.com/arts/theater/profiles/63419/. Läst 17 juli 2011.
106. 1 2  Healy, Patrick (27 januari 2010). ”New Search for the Truth in 'A Lie'”. The New York Times. http://www.nytimes.com/2010/01/31/theater/31roundtable.html?pagewanted=all. Läst 17 juli 2011.
107. ↑  Jacobson, Murrey (24 februari 2010). ”Arkiverade kopian”. PBS NewsHour. Arkiverad från originalet den 17 januari 2014. https://web.archive.org/web/20140117174047/http://www.pbs.org/newshour/art/blog/2010/02/conversation-ethan-hawke-on-directing-sam-shepards-a-lie-of-the-min.html. Läst 17 juli 2011.
108. ↑  Labrecque, Jeff (18 februari 2010). ”Arkiverade kopian”. Entertainment Weekly. Arkiverad från originalet den 2 juni 2013. https://web.archive.org/web/20130602165456/http://www.ew.com/ew/article/0,,20345377,00.html. Läst 17 juli 2011.
109. ↑  Healy, Patrick (1 april 2010). ”Lucille Lortel Nominees Announced”. The New York Times. http://artsbeat.blogs.nytimes.com/2010/04/01/lucille-lortel-nominees-announced/. Läst 17 juli 2011.
110. ↑  Cox, Gordon (3 maj 2010). ”Drama Desk fetes 'Ragtime,' 'Scottsboro'”. Variety. http://www.variety.com/article/VR1118018658?refCatId=15. Läst 17 juli 2011.
111. ↑  McElroy, Steven (9 september 2010). ”Broadway Bound and Also Unbound”. The New York Times. http://www.nytimes.com/2010/09/12/theater/12theaterwebA.html?pagewanted=11. Läst 17 juli 2011.
112. ↑  Vincentelli, Elisabeth (13 januari 2011). ”The women of 'Blood from a Stone'”. New York Post. Arkiverad från originalet den 22 oktober 2012. https://web.archive.org/web/20121022053718/http://www.nypost.com/p/blogs/theater/talking_blue_in_blood_from_stone_ASnKN8grqzLVJ2cZ5ntPVI. Läst 17 juli 2011.
113. ↑  Isherwood, Charles (12 januari 2011). ”Discord Dished Up at Every Meal”. The New York Times. http://theater.nytimes.com/2011/01/13/theater/reviews/13blood.html. Läst 17 juli 2011.  ”...remarkably good at communicating the buried sensitivity beneath Travis's veneer of wary resignation.”
114. ↑  Vincentelli, Elisabeth (12 januari 2011). ”Heavy 'Stone' sinks”. New York Post. http://www.nypost.com/p/entertainment/theater/heavy_stone_sinks_Nlg3DW9M0dTqoO8xlPSiBO#ixzz1ApAVXi00. Läst 17 juli 2011.
115. ↑  Healy, Patrick (16 maj 2011). ”'Chad Deity' Takes Obie For Best New American Play”. The New York Times. http://artsbeat.blogs.nytimes.com/2011/05/16/embargoed-chad-deity-takes-obie-for-best-new-american-play/. Läst 17 juli 2011.
116. ↑  Writing the book had to do with dropping out of college, and with being an actor. I didn't want my whole life to go by and not do anything but recite lines. I wanted to try making something else. It was definitely the scariest thing I ever did. And a huge learning experience about how not everybody's going to like you, or like what you do. And you have to ask yourself, is it worthwhile? Or am I just doing it to be liked? And it was just one of the best things I ever did.
117. ↑  Schwarzbaum, Lisa (18 oktober 1996). ”Arkiverade kopian”. Entertainment Weekly. Arkiverad från originalet den 8 december 2014. https://web.archive.org/web/20141208144727/http://www.ew.com/ew/article/0,,294593,00.html. Läst 17 juli 2011.  ”If Hawke is serious about the lit biz, he'd do well to work awhile in less exposed venues, perhaps focusing on shorter stories and submitting them to little magazines.”
118. ↑  Nessel, Jen (3 november 1996). ”Love Hurts”. The New York Times. http://www.nytimes.com/1996/11/03/books/love-hurts.html. Läst 17 juli 2011.
119. ↑  ”Best Sellers; Hardcover Fiction”. The New York Times Book Review. 11 augusti 2002. http://www.nytimes.com/2002/08/11/books/bestseller/0811besthardfiction.html. Läst 17 juli 2011.
120. ↑  Falconer, Helen (19 oktober 2002). ”American ego trip”. The Guardian (London). http://www.guardian.co.uk/books/2002/oct/19/featuresreviews.guardianreview21. Läst 17 juli 2011.
121. ↑  Detta meddelas på ett av försättsbladen till boken.